# Læs for Livet
Læs for Livet er en non-profit-organisation, der kæmper for, at børn i svære livsvilkår vokser op med bøger. De mener, at børn, der fx er anbragt eller bor på krisecentre, også har også ret til godnathistorier og til at kunne leve sig ind i andre universer. Læs for Livet indsamler bøger i flot stand og donerer biblioteker til institutioner for disse børn og unge.  De donerede bøger kommer fra private, forfattere, oversættere, forlag, anmeldere og mange flere. Et bibliotek fra Læs for Livet er på ml. 400-1000 bøger, afhængigt af institutionens størrelse og aldersspredningen mellem børnene og de unge på stedet.
Læs for Livet besøger institutionerne, inden de modtager et bibliotek, og snakker med børnene og de unge om hvilke bøger, de kunne tænke sig, blev en del af den bogsamling, de skal have på stedet. Børnene og de unge ønsker sig vidt forskellige ting - fra bøger om krig og youtubere til fantasy og true crime. Efter besøget skriver Læs for Livets udsendte en rapport, som frivillige hos NGO’en efterfølgende bruger til at sammensætte et bibliotek, der er relevant for institutionens børn og unge. Det giver læselyst, og responsen er bl.a., at børnene og de unge glæder sig til, at bøgerne kommer og generelt læser mere efter biblioteket er kommet.
Læs for Livets formål er bl.a. at få børn og unge i svære livsvilkår til at læse mere, da læsekompetencer er vigtige for at tage en uddannelse, og læseoplevelser bl.a. kan afstresse, udvikle empati og udvikle hjernen. Desuden arbejder NGO’en for større lighed, da læsning kan give social mobilitet, som er vigtig for børn og unge i svære livsvilkår. Fx får anbragte børn og unge sjældnere en uddannelse, bliver oftere hjemløse og ender for ofte på bistandshjælp. Det vil Læs for Livet gerne ændre gennem bøger og læselyst.

## Historie
Læs for Livet blev stiftet i 2012 af Rachel Röst, som er forfatter, cand. mag. i Litteraturvidenskab og tidligere anbragt. Organisationen har modtaget en række priser. Bl.a. Fællesskabsprisen 2015 og Børnehjælpsdagens Lillebror Pris 2018. Rachel Röst modtog i 2018 Gyldendal Uddannelses Læsepris for sit arbejde for "... at skabe læselyst og adgang til bøger for børn og unge på døgninstitutioner landet over".